# Pseudoseptoria usneae
Pseudoseptoria usneae är en svampart som först beskrevs av Vouaux, och fick sitt nu gällande namn av David Leslie Hawksworth 1981. Pseudoseptoria usneae ingår i släktet Pseudoseptoria, divisionen sporsäcksvampar och riket svampar.   Inga underarter finns listade i Catalogue of Life.